# Zoppenbroich 65–67 (Mönchengladbach)

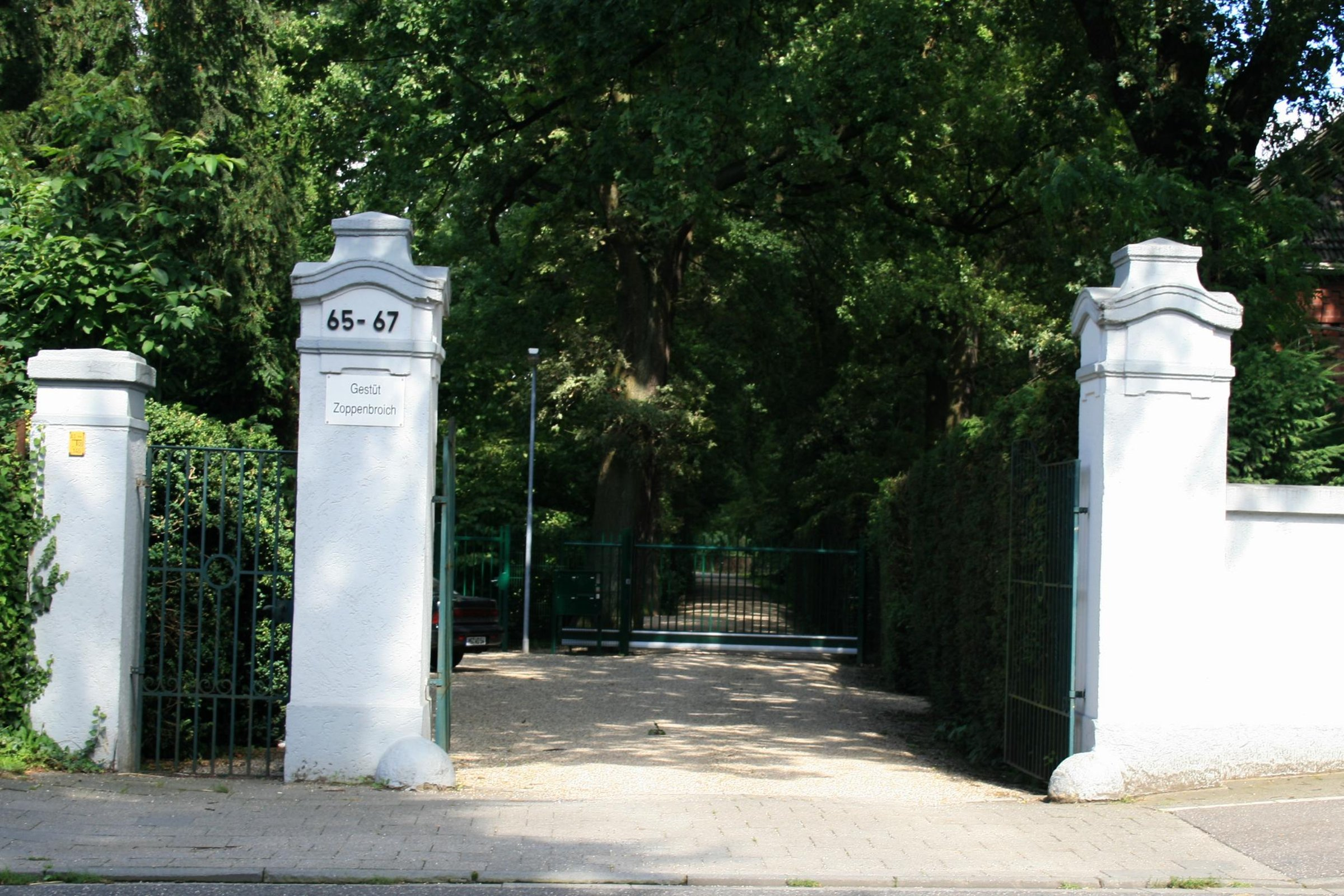
Wohnhaus (Villa), 2011

Das Wohnhaus Zoppenbroich 65–67, auch Villa Bresges genannt, steht im Stadtteil Rheydt in Mönchengladbach (Nordrhein-Westfalen).
Das Gebäude wurde 1910 erbaut und unter Nr. Z 002 am 5. Februar 1990 in die Denkmalliste der Stadt Mönchengladbach eingetragen.

## Lage
Die Villa Bresges liegt auf einem großen, parkähnlichen Grundstück nordöstlich der früheren Provinzialstraße von Rheydt nach Giesenkirchen. Das Grundstück liegt in der Nähe der Niers und wird vom Gestüt Zoppenbroich genutzt.

## Architektur
Zu den unter Schutz stehenden Objekte gehört die Villa Bresges, das Stallgebäude, ein Pferdestall mit Boxen sowie die Allee mit der Parkanlage im vorderen Bereich. Das Objekt Zoppenbroich 65 ist als außergewöhnliches qualitätsvolles Beispiel großbürgerlichen Villenbaus und wegen seiner vollständigen Originalität im innern wie äußeren Baukörper ein Dokument der Stilepoche seiner Zeit. Es ist aus kunsthistorischen wie architektonischen Gründen unbedingt schützenswert.

### Villa Bresges
Die Villa Bresges wurde im Jahre 1910 für den Rittergutbesitzer und Fabrikanten Ernst Bresges errichtet. Die im Landhausstil erbaute Villa ist ein zweigeschossiges Gebäude unter einem hohen Mansardwohndach. Der Treppenturm schließt mit einem oktogonalen Glockendach ab.

### Stallgebäude von 1921
Das Stallgebäude liegt im vorderen Teil des Anwesens Zoppenbroich in der Nähe des Wohnhauses. Das 6,50 m × 8,50 m große Stallgebäude aus dem Jahre 1921 ist ein eingeschossiger Bau unter einem ziegelgedeckten Walmdach ausgeführt wurde.

### Stallgebäude von 1928
Nördlich der Villa wurde im Jahre 1928 ein Pferdestall mit zwölf Boxen errichtet. Das 12,00 m × 24,00 m große Gebäude ist ein eingeschossiger Bau, der durch das tief herabgezogene, ziegelgedeckte Krüppelwalmdach geprägt wird.

## Gestüt Zoppenbroich
Das Gestüt Zoppenbroich war ein Gestüt und Pferderennstall. Es wurde 1923 durch Walther Bresges gegründet. Das Gestüt brachte vier Derbysieger hervor: Athenagoras, den Triple Crown Sieger Königsstuhl, Orofino und Ordos. Das Gestüt wurde 2012 aufgelöst.